# McLaren M14A
La McLaren M14A è una monoposto di Formula 1, costruita dalla casa inglese automobilistica McLaren per partecipare al Campionato mondiale di Formula 1 1970 e Campionato mondiale di Formula 1 1971. La prima versione montava un motore Ford Cosworth DFV. Successivamente venne sviluppata una nuova versione, la McLaren M14D che era dotata di un motore Alfa Romeo V8.

## Versioni

### M14A

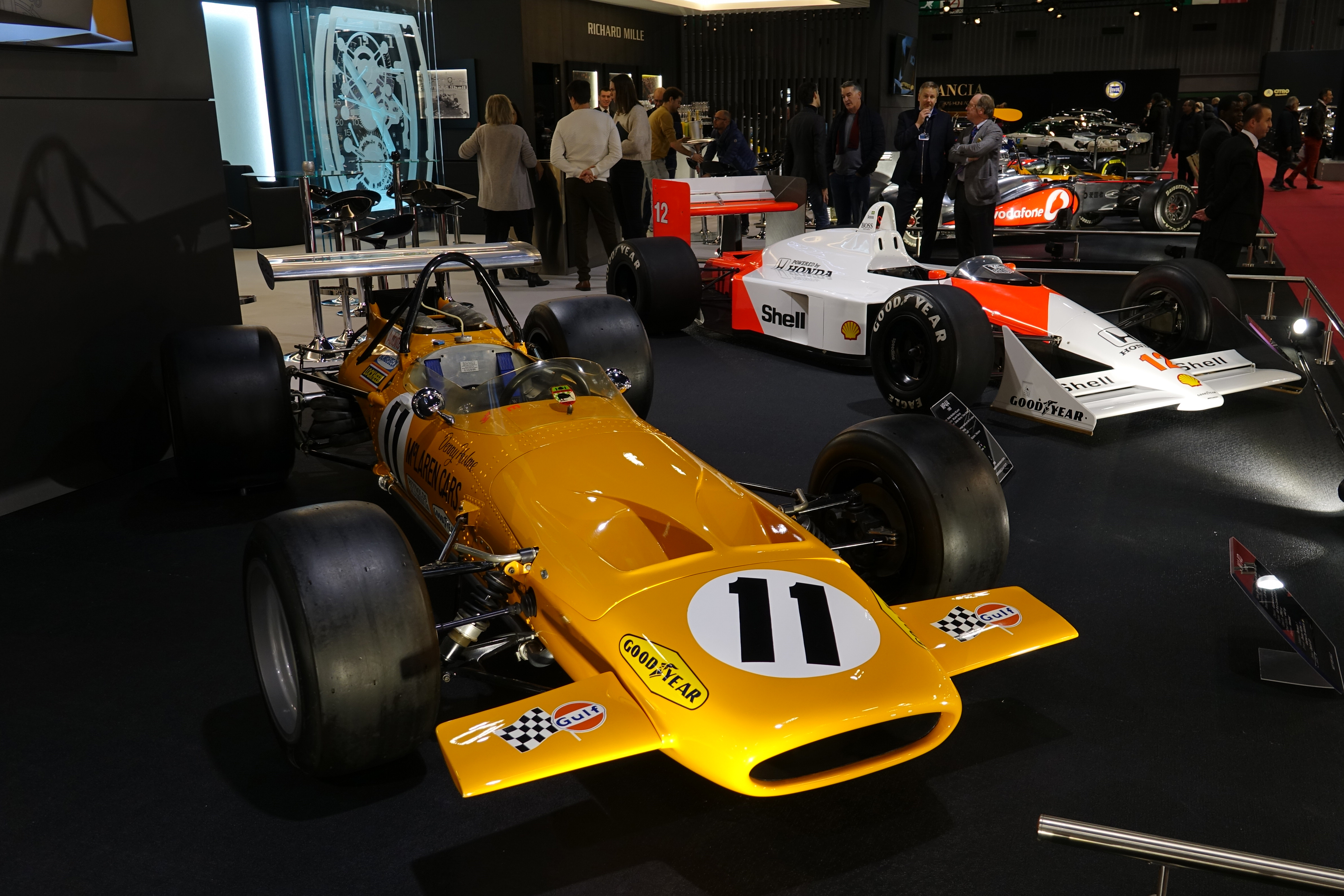
McLaren M14D

La M14A era un'evoluzione del precedente M7A e M7C, con la variazione principale che era nei freni posteriori montati entrobordo invece che fuoribordo. Come con la M7, la M14A era equipaggiata con un motore V8 Cosworth DFV e un cambio manuale a 5 marce Hewland.

### M14D
Come per la M7D, la M14D è stata commissionata dalla scuderia Autodelta. Era sostanzialmente una M14A dotata di un motore V8 di 3,0 litri derivato dal T33.